# 조용준
조용준(趙容浚, 1979년 4월 13일 음력 3월 17일~ )은 전 KBO 리그의 넥센 히어로즈의 투수이다. 종교가 원래는 불교였으나, 후에 천주교로 개종해서 천주교인데  2003년 12월 14일 대한예수교장로회 중서울노회 여전도회 후원으로  세례를 잠깐 받았다. 프로 시절 유일하게 단 한번도 선발 투수로 등판하지 않은 불펜 투수였다.

## 선수 시절

### 아마추어시절
백초초, 여수중을 거쳐, 순천효천고 시절 당시 감독이었던 OB베어스 출신 장호연으로부터 슬라이더 기술을 전수받았다. 1998년 순천효천고를 졸업하고 연세대 (국어국문학과 1998학번)에 진학후 1학년때에는 두각을 나타내지 못했으나
연세대 2학년 때부터 동기동창인 채상병, 안치용, 이현곤을 비롯해 선배인 신명철과 함께 연세대를 대학리그의 최강자로 군림하게 하였다.

### 현대 유니콘스시절
1998년 현대 유니콘스의 2차 5순위 지명을 받았다. 연세대학교 국어국문학과 졸업 후 입단하였다.
신인 시절 팀의 중간계투로 시즌을 시작한 그는 데뷔 이후 30⅓이닝 동안 자책점을 1점도 허용하지 않는 뛰어난 투구를 선보였고, 이러한 활약으로 시즌 중반부터 붙박이 마무리 투수로 전업해 그 해 1.90 방어율 9승 5패 28세이브라는 기록을 세워 2002년 신인왕을 수상받았다.
2003년에는 2년차 징크스를 겪으며 빈번히 부진한 모습을 보였고 그 해 평균자책 3.52, 2승 7패 26세이브를 기록했다. 2004년 시즌에는 10승 3패 34세이브 평균자책 2.28을 기록하며 팀의 마무리 투수로 빼어난 성적을 거뒀고, 그 해 2004년 한국시리즈에서 7경기에 등판, 12⅓이닝동안 2실점(비자책) 호투로 인상적인 활약을 보여 한국시리즈 MVP의 영광을 받았다. 당시 두번의 무승부로 인해 9차전까지 가며 펼쳐졌던 2004년 11월1일의 마지막 승부는 빗속에 진행되었는데, 조용준은 이 경기의 마무리 투수로 등장하여 마치 여름장마처럼 빗발치는 호우속에 팽팽했던 투타 싸움에서 세이브를 올리게 된다. 이 경기는 역대 한국프로야구 사상 최고의 명장면 베스트10에 들어갈 정도로 대단히 흥미진진했을 뿐 아니라 퍼붓는 비속에 진행된 초유의 9차전 경기여서 여러 야구팬들의 뇌리에 강한 인상을 심어준 경기였다.
프로 4년차이던 2005년 6월 8일 잠실 LG전에서 197경기 만에 100세이브를 기록하여 역대 최소 경기 100세이브를 기록했다.(이 기록은 2007년 9월 18일 광주 KIA전에서 180경기 만에 오승환이 경신한다.)
원반 같았던 특이한 궤적을 지닌 슬라이더로 유명하였고, 이를 본뜬 '조라이더'라는 애칭을 갖고 있다.
그러나 그는 2005년 시즌 종료 후 어깨 수술을 받았다. 이후 오랜 재활 기간과 자신의 오랜 방황하는 시간을 가졌고, 이후 내리막길을 걷게 되었다.

### 넥센 히어로즈시절
2009년 8월 16일 1,430일 만에 1군에 등록하여 8월 18일 KIA 타이거즈와의 경기에 등판하여 1이닝 1안타 무실점을 기록하였다. 2009년 9월 10일 두산전에서 4년 만에 세이브를 기록했다. 히어로즈로 바뀐 이후 11경기에 등판하여 1패 1세이브 평균자책 4.00을 기록했으나, 이 해 9월 24일 군산 KIA 전의 선수 생활의 실질적인 마지막이 되었다. 2010년에도 마무리 보직으로 다시 가는 듯 했으나 일본 오키나와 스프링 캠프 중 부상이 재발하여 경찰청에서 갓 제대한 투수 손승락에게 마무리를 넘기고 조기 귀국했다. 이에 김시진 감독은 자기관리 부족을 질타하기도 했다. 손승락은 그를 대신하여 마무리로 좋은 활약을 보여 주며 2010년 세이브왕에 올랐다. 그 후 계속 재활을 반복하였으나 1군에 올라오지 못했고, 2군에서도 구위가 나아지지 못해 결국 시즌 종료 후 같은 소속 팀 투수 신철인 등과 함께 팀에서 방출되었다. 현역 복귀 의지를 보였지만 결국 은퇴했다.

## 은퇴 이후
은퇴 이후 건강이 악화되어 2011년에는 간암 수술을 받았다. 간암 수술을 받은 이후 회복이 되어 2013년부터 MBC 스포츠+에서 야구 해설을 맡게 되었다. 이후 2017년 신일고등학교의 코치로 임명되었다가 같은 해 덕수고등학교 코치를  맡았다.

## 주요 기록
| 기록                          | 날짜     | 상대팀 | 장소 | 경기 내용                    | 종전 기록        | 기타                       |
| ----------------------------- | -------- | ------ | ---- | ---------------------------- | ---------------- | -------------------------- |
| 최소 경기 100세이브 (197경기) | 2005.6.8 | LG     | 잠실 | 5-1, 9회 2사 만루 등판, 삼진 | 조규제 (207경기) | 2007년 오승환(180경기)경신 |

## 통산 기록
| 연 도          | 소 속          | 나 이          | 승 리 | 패 전 | 승 률 | 평 자 책 | 출 장 | 선 발 | 완 투 | 완 봉 | 세 이 브 | 홀 드 | 이 닝 | 피 안 타 | 피 홈 런 | 볼 넷 | 고 4 | 탈 삼 진 | 몸 맞 | 보 크 | 폭 투 | 실 점 | 자 책 | 타 자 수 | W H I P |
| -------------- | -------------- | -------------- | ----- | ----- | ----- | -------- | ----- | ----- | ----- | ----- | -------- | ----- | ----- | -------- | -------- | ----- | ---- | -------- | ----- | ----- | ----- | ----- | ----- | -------- | ------- |
| 2002           | 현대           | 24             | 9     | 5     | .643  | 1.90     | 64    | 0     | 0     | 0     | 28       | 4     | 109.0 | 80       | 7        | 38    | 5    | 116      | 4     | 1     | 5     | 32    | 23    | 448      | 1.08    |
| 2003           | 현대           | 25             | 2     | 7     | .222  | 3.52     | 47    | 0     | 0     | 0     | 26       | 1     | 53.2  | 52       | 4        | 18    | 2    | 39       | 1     | 0     | 1     | 26    | 21    | 230      | 1.30    |
| 2004           | 현대           | 26             | 10    | 3     | .769  | 2.28     | 63    | 0     | 0     | 0     | 34       | 0     | 75.0  | 67       | 0        | 22    | 0    | 56       | 3     | 0     | 4     | 19    | 19    | 301      | 1.19    |
| 2005           | 현대           | 27             | 2     | 1     | .667  | 3.27     | 49    | 0     | 0     | 0     | 27       | 0     | 52.1  | 47       | 6        | 20    | 1    | 61       | 3     | 0     | 2     | 21    | 19    | 228      | 1.28    |
| 2009           | 히어로즈       | 31             | 0     | 1     | .000  | 4.00     | 11    | 0     | 0     | 0     | 1        | 0     | 9.0   | 11       | 1        | 5     | 0    | 6        | 2     | 0     | 1     | 4     | 4     | 42       | 1.78    |
| KBO 통산 : 5년 | KBO 통산 : 5년 | KBO 통산 : 5년 | 23    | 17    | .575  | 2.59     | 234   | 0     | 0     | 0     | 116      | 5     | 299.0 | 257      | 18       | 103   | 8    | 278      | 13    | 1     | 13    | 102   | 86    | 1249     | 1.20    |

## 수상·타이틀 경력
- 2004년 제일화재 프로야구대상 최고구원투수상
- 2004년 프로야구 한국시리즈 최우수선수
- 2002년 프로야구 신인왕
- 2001년 대통령배 고교야구대회 우수투수상
- 2000년 춘계리그 고교야구대회 MVP, 최우수투수상
- 1999년 고교야구선수권대회 감투상

## 출신학교
- 백초초등학교
- 여수중학교
- 순천효천고등학교
- 연세대학교 국어국문학과